# Asumiko Nakamura
Asumiko Nakamura (jap. 中村明日美子 Nakamura Asumiko; ur. 5 stycznia 1979) – japońska mangaka.
Zaczęła karierę jako autorka w 2000 roku. Najbardziej znana jest z mang z gatunku shōnen-ai i yaoi, a także jej mangi Koledzy z klasy (jap. 同級生 Dōkyūsei), która została wydana w latach 2006-07. Na jej podstawie powstał film animowany, który zarobił ponad 200 mln jenów w Japonii.

## Twórczość
- Coponicus no kokyū (jap. コペルニクスの呼吸 Koperunikusu no kokyū) (2002)
- Toriniku Kurabu (jap. 鶏肉倶楽部) (2002)
- J no subete (jap. Jの総て) (2004–2006)
- Koledzy z klasy (jap. 同級生 Dōkyūsei) (2006–2007)
- Nokemono to Hanayome the Manga (jap. ノケモノと花嫁 THE MANGA) (2006)
- Anata no tame nara doko made mo (jap. あなたのためならどこまでも) (2007)
- Barairo no hoho no koro When I was Thirteen (jap. ばら色の頬のころWhen I was Thirteen) (2007)
- Minna kirakira (jap. みんなきらきら) (2007)
- Katakoi no nikki shōjo (jap. 片恋の日記少女) (2008)
- Utsubora (jap. ウツボラ) (2008)
- 2-Shūkan no Adventure (jap. 2週間のアバンチュール) (2008)
- Natsu to fuyu no deau basho (jap. 夏と冬のであう場所) (2008)
- Kaori no keishō (jap. 薫りの継承) (2008)
- Haru no e (jap. 春の画) (2009)
- Magarikado no bokura (jap. 曲がり角のボクら) (2009)
- Double Mints (jap. ダブルミンツ) (2009)
- Sora to hara (jap. 空と原) (2009)
- Yobidashi hajime (jap. 呼出し一) (2010)
- Absolwenci (jap. 卒業生 Sotsugyōsei) (2010)
- Ō to sokkin (jap. 王と側近) (2011)
- Hidari no futari (jap. 左の二人) (2011)
- Adolte to Adarte (jap. アードルテとアーダルテ) (2011)
- Dōkyūsei & Sotsugyōsei Fanbook (2011)
- Tetsudō shōjo manga (jap. 鉄道少女漫画) (2011–2015)
- 5000 (2012)
- Le théâtre (2012)
- O.B. (2012)
- Mero Neko (jap. めろねこ) (2012)
- Sensei no otoriyose (jap. 先生のおとりよせ) (2013)
- Boku no suki na nii-chan (jap. 僕の好きな兄ちゃん) (2014)
- Boys Love (jap. ボーイズラブ) (2014)
- Neo kiseijū f (jap. ネオ寄生獣f) (2015)
- Ano hi, seifuku de (jap. あの日、制服で) (2015)
- Eiyū to shōnen (jap. 英雄と少年) (2015)
- Ohayō Rakuen-kun (jap. おはよう、 楽園くん (仮)) (2015)